# Amnat Charoen (província)
Amnat Charoen é uma província da Tailândia. Sua capital é a cidade de Amnat Charoen e está localizada na Região Nordeste da Tailândia.

## Distritos
A província está subdividida em 7 distritos (amphoes). Os distritos estão por sua vez divididos em 56 comunas (tambons) e estas em 653 povoados (moobans).

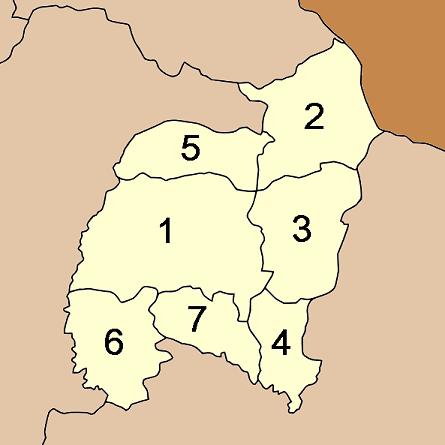
Distritos da província

1. Amnat Charoen
2. Chanuman
3. Pathum Ratchawongsa
4. Phana
5. Senangkhanikhom
6. Hua Taphan
7. Lue Amnat